# Barocco siciliano

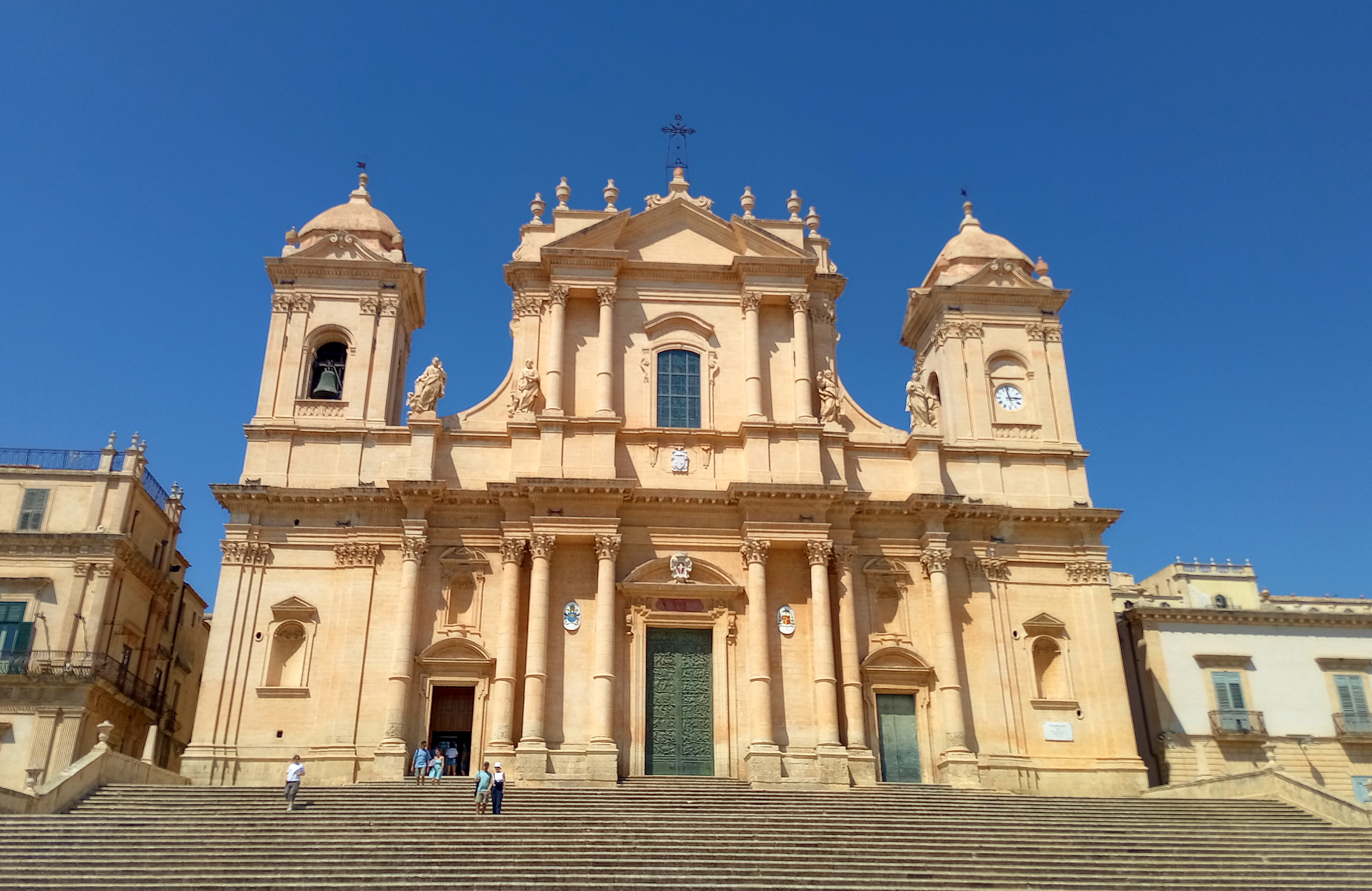
La cattedrale di Noto rappresenta uno dei simboli del barocco siciliano

Il barocco siciliano è una variante locale del barocco, sviluppatasi in Sicilia fin dall'inizio del XVII secolo e ancor più nel XVIII secolo, in seguito agli interventi di ricostruzione succeduti al Terremoto del Val di Noto del 1693. Tale variante ebbe rilievo soprattutto nel campo dell'architettura e delle arti decorative.

## Definizioni e premesse
La definizione è stata utilizzata anche per indicare in particolar modo la declinazione di questo stile, caratterizzata da un acceso decorativismo, senso scenografico e cromatico, del periodo del tardo barocco.Tale maniera rientra in un più ampio fenomeno europeo e si manifestò pienamente solo nel XVIII secolo, in seguito agli interventi di ricostruzione succeduti al devastante terremoto che investì il Val di Noto nel 1693. Infatti, in seguito al sisma del 1693, gli architetti locali (molti dei quali formati a Roma) e i progettisti e artisti venuti da fuori, trovarono un'abbondanza di opportunità per dar vita a un sofisticato stile barocco allo stesso tempo popolare e colto, fortemente caratterizzato e radicato nel territorio.
L'identificazione di uno specifico stile tardo barocco siciliano si deve principalmente a uno studio di Anthony Blunt, che ne identificò tre fasi di sviluppo tutte collocate nel corso del XVIII secolo, a seguito del fervore edilizio della ricostruzione dopo il terremoto. Egli ne riconobbe il carattere principale nell'esuberanza decorativa che univa architettura colta e tradizione artigianale, avvicinando tale stile ad altri del tardo barocco, come quello della Baviera e quello che si sviluppò in Russia anche noto come Barocco Naryshkin.
Dopo lo studio di Blunt l'interesse continuò a concentrarsi sul solo XVIII secolo. Tuttavia la storiografia ha poi evidenziato come, già molto prima del 1693, l'architettura e l'arte barocca si erano affermate nell'isola, in continuità con le realizzazioni manieriste e tardorinascimentali. Infatti fin dal primo Seicento, la conoscenza diretta o indiretta dei grandi architetti barocchi di Roma aveva già fatto maturare esperienze pienamente barocche sia sul piano del linguaggio architettonico sia nella ricerca di complesse geometrie spaziali e nell'inserimento scenografico e prospettico.

## Vocazione decorativa

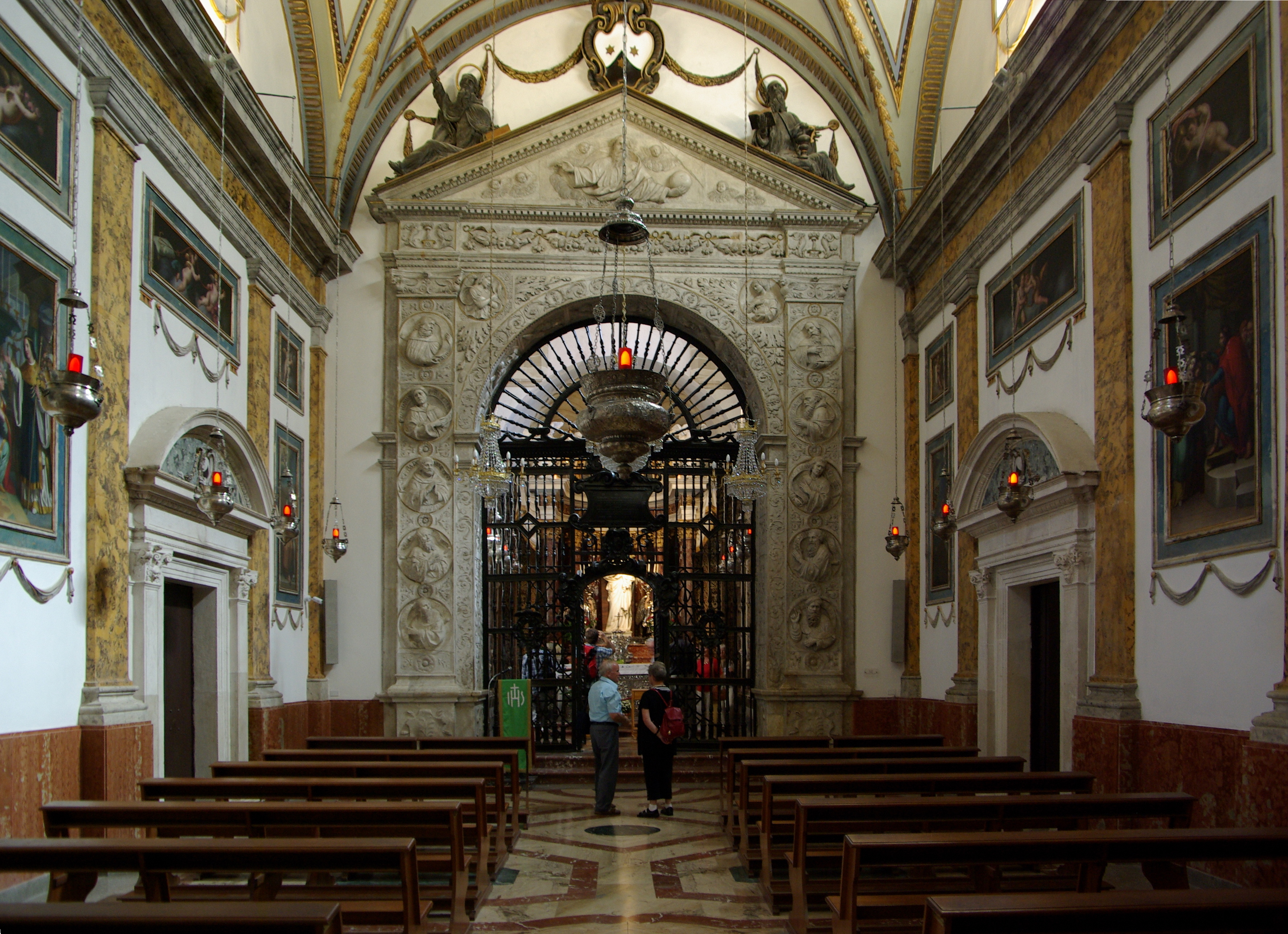
Arco marmoreo della Madonna nel Santuario dell'Annunziata di Trapani, opera dello scultore Antonello Gagini

Tradizionalmente gli studiosi hanno spesso ritenuto che l'adesione della Sicilia alle forme rinascimentali sia stata in ritardo nei tempi rispetto alle altre regioni italiane e molto condizionata, nei modi, dalle preesistenti tradizioni artistiche gotico-catalane o addirittura normanne, nel caso dell'architettura. Tale adesione condizionata portò, nel caso dell'architettura, a una sovrabbondanza e sovrapposizioni di decorazioni, tanto che nell'architettura del primo XVI secolo, elementi decorativi classicheggianti, come i capitelli classici, convivevano con elementi gotici, normanni e catalani.
Questa sovrabbondanza decorativa trova un chiaro esempio nello stile dei Gagini, una dinastia di artisti presente in moltissime imprese decorative nelle chiese di tutta l'isola che si adattò al gusto prevalente per una ricca decorazione che sembra costituire un carattere permanente dell'architettura sull'isola. Tra il 1531 e il 1537, meno di un secolo dopo che la sua famiglia era arrivata sull'isola, Antonello Gagini completò, nel Santuario dell'Annunziata di Trapani, l'arco della Cappella della Madonna, simile a un proscenio, dotato di pilastri e frontone decorati pesantemente con busti a rilievo dei santi e composizioni floreali. Molto simile nello stile è la chiesa del Gesù di Palermo, costruita nel periodo 1564–1633, che mostra il medesimo decorativismo presente quindi fin dal primo barocco siciliano, soprattutto negli interni.
Comunque, qualunque sia stata nei modi e nei tempi l'adesione della Sicilia alle forme del Rinascimento e del Classicismo, nella seconda metà del secolo la cultura architettonica dell'isola si trovò perfettamente aggiornata al panorama artistico della penisola e in particolare di Roma, recependone tutta la complessità fatta di tardo manierismo, di Classicismo, di temi della Controriforma e tanto altro.
Un ruolo particolare in tale processo ebbe la città di Messina in cui operarono a metà secolo, architetti e scultori come Andrea Calamech e Giovanni Angelo Montorsoli artisti toscani aggiornato al linguaggio architettonico prevalente a Firenze e Roma. In tale epoca, infatti, le novità continuano a essere portate da artisti e architetti immigrati in Sicilia dai principali centri artistici italiani. Dopo questo periodo tale fenomeno si ferma e i principali artisti attivi in Sicilia nel XVII secolo sono nativi dell'isola, formatisi spesso a Roma, come comunque comincia ad accadere già dalla seconda metà del XVI secolo (Jacopo Del Duca).

## Primo barocco

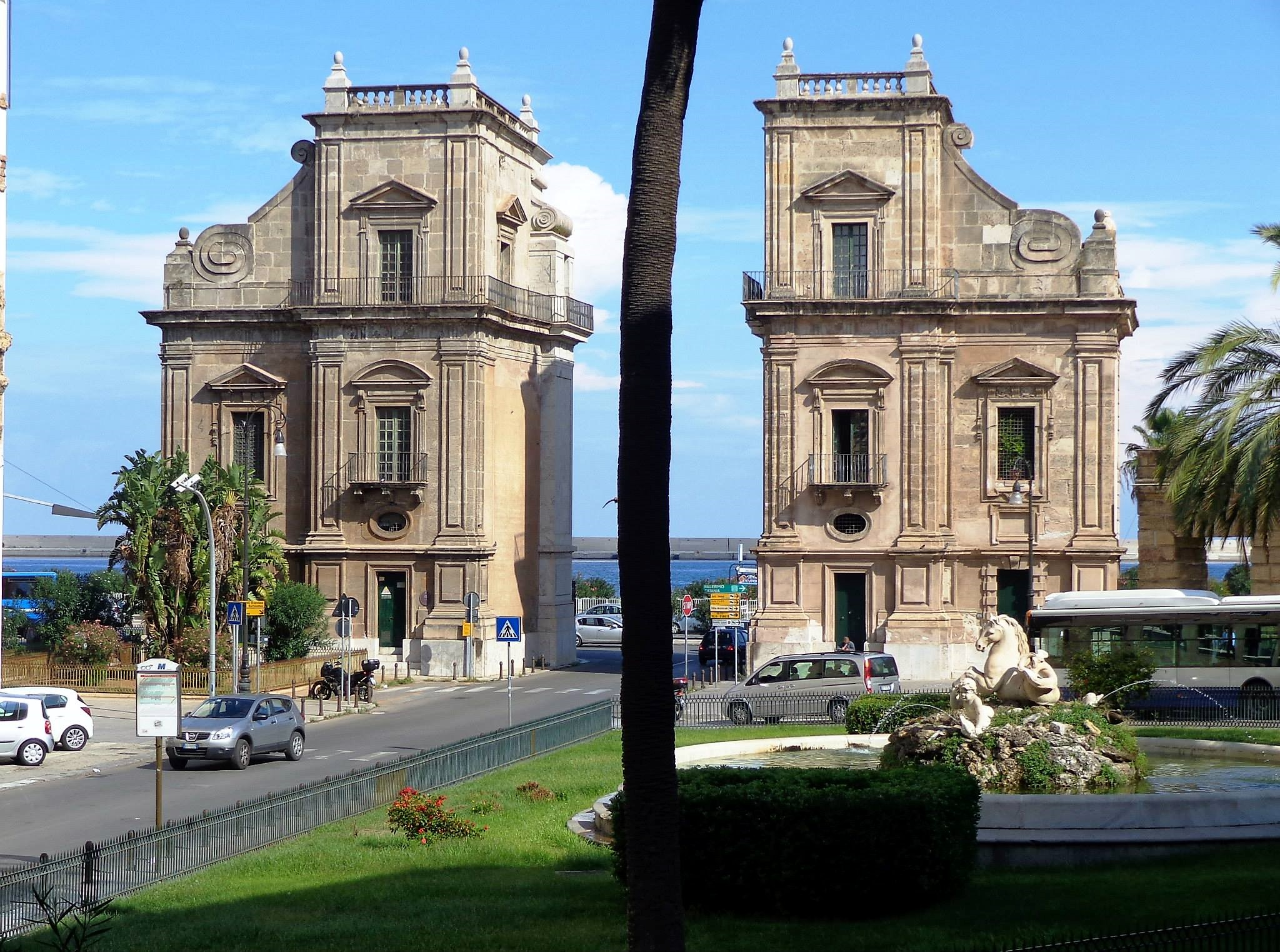
Porta Felice (Palermo), 1582-1637

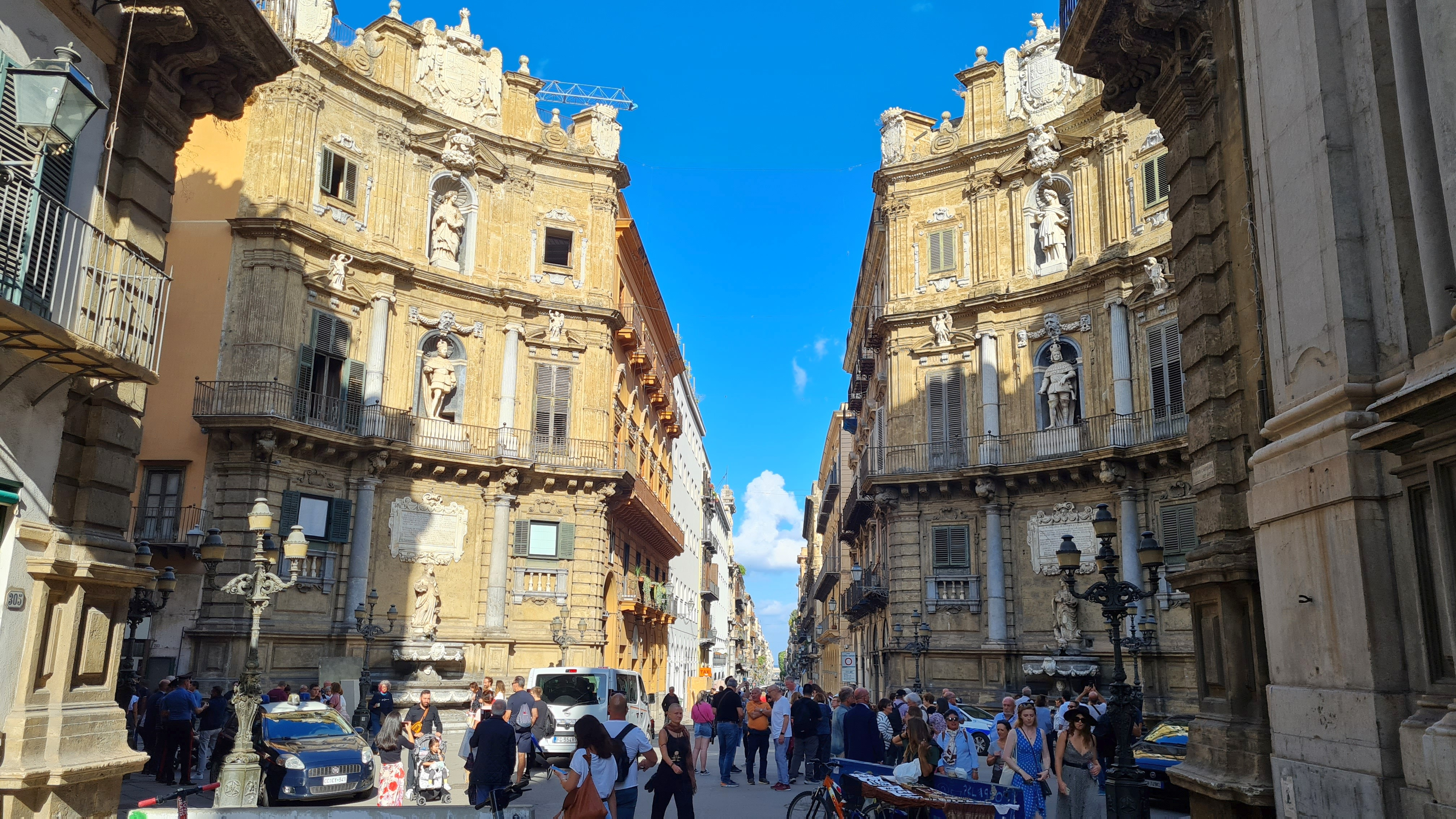
I Quattro Canti, Palermo, 1609-1620

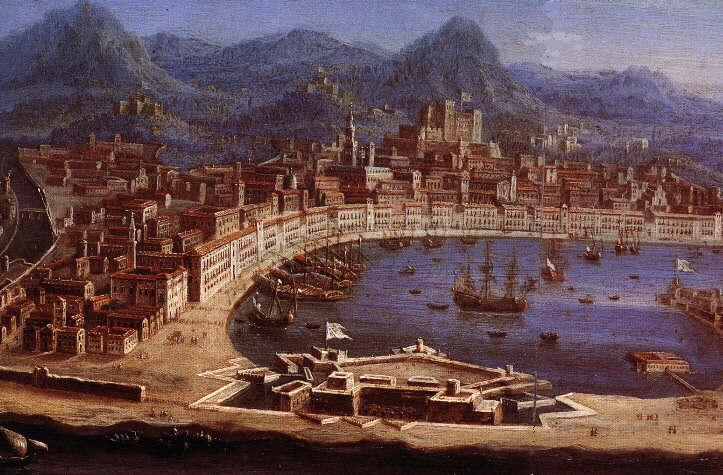
La Palazzata di Messina, 1622-1624

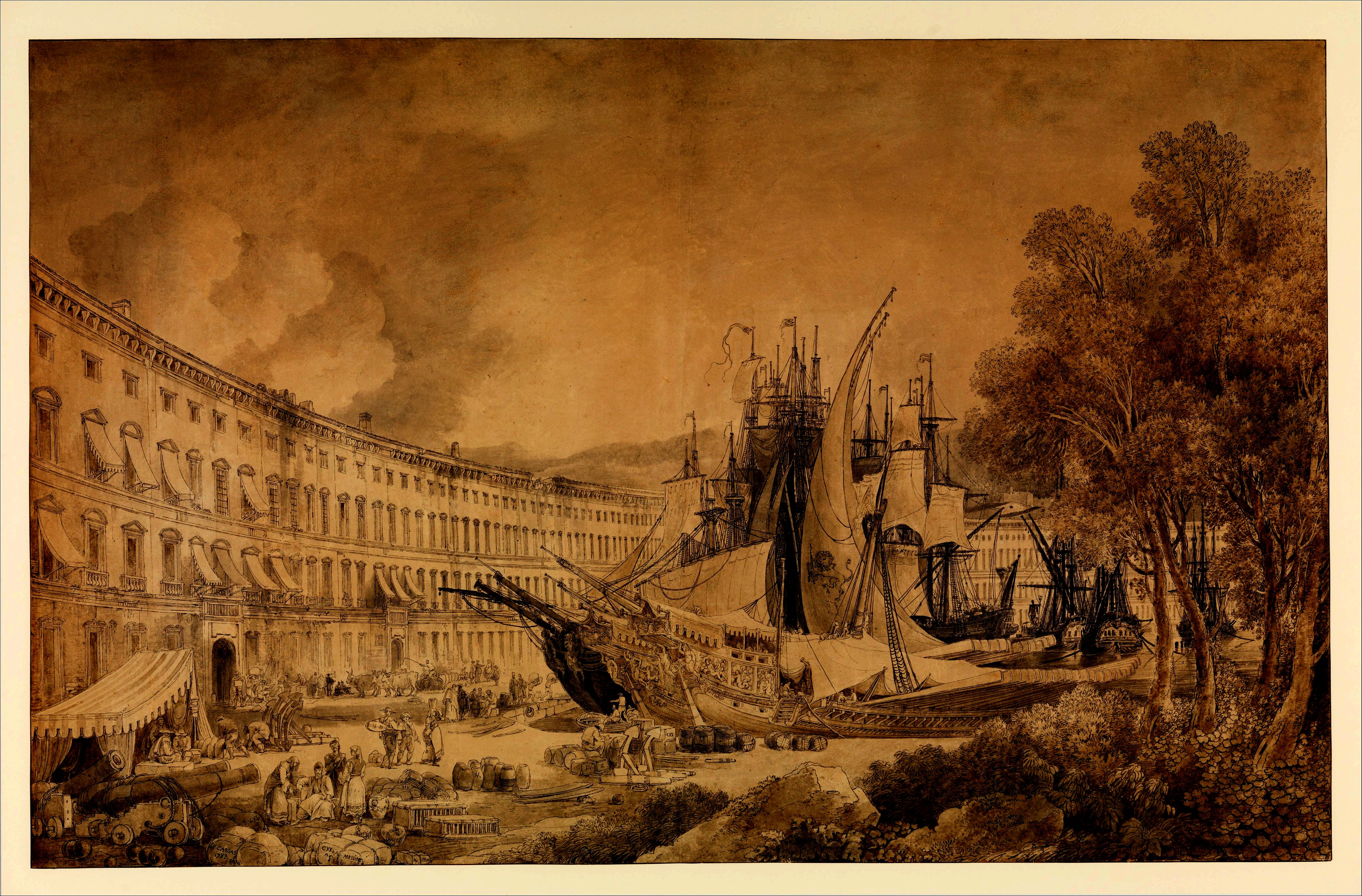
La Palazzata di Messina nel XVIII

Secondo alcuni autori, anche il barocco arriva in Sicilia con qualche decennio di ritardo rispetto a Roma e agli altri centri di diffusione. Tuttavia già nei primi decenni del XVII secolo alcune realizzazioni sembrano pienamente barocche, anzi anticipandone alcuni temi. Pur con un linguaggio architettonico riferibile al tardo manierismo e al classicismo, tali esempi possiedono almeno una delle caratteristiche specifiche del nuovo stile che si andava formandosi a Roma: il forte senso della teatralità, attuata mediante la ricerca prospettica e scenografica a scala urbana.
Il primo di questi esempi, spesso definito il primo esempio di architettura e urbanistica barocca nell'isola, sono i Quattro Canti a Palermo, un incrocio monumentale, formato dalle due principali vie della città e realizzato tra il 1609 e il 1620 da Giulio Lasso e Mariano Smiriglio. L'intersezione forma una piazza ottagonale, con quattro lati coincidenti con le strade che vi convergono, e quattro spigoli inclinati corrispondenti a fronti di edifici leggermente concavi. Questi fronti che dominano la piazza hanno al piano terreno fontane che ricordano il crocevia delle Quattro Fontane di Roma, voluto da papa Sisto V solo due decenni prima. I tre piani degli edifici sono adorni di statue in nicchie raffiguranti le quattro stagioni, i quattro sovrani Carlo V, Filippo II, Filippo III e Filippo IV, e le quattro patrone di Palermo: Santa Cristina, Santa Ninfa, Santa Olivia e Sant'Agata.
Lo stesso Mariano Smiriglio realizzò, a partire già dal 1582, la Porta Felice, costituita da due imponenti piloni, ingresso monumentale sull'asse rettilineo del Cassaro (l'attuale corso Vittorio Emanuele) prolungato fino al mare. Fu completata solo dopo lavori che si protrassero fino al 1637.
Un'altra opera in cui l'intento scenografico coinvolse, in modo del tutto inedito, l'urbanistica e l'immagine di un'intera città fu la Palazzata a mare di Messina, detta anche "Teatro marittimo" progettata nel 1622 e realizzata da Simone Gullì, un'opera pienamente inserita nella sensibilità barocca. Si trattava dell'edificazione dell'intero fronte a mare con una cortina di tredici edifici, stilisticamente omogenei, con la facciata scandita da quattro ordini di aperture. I palazzi erano collegati da passaggi monumentali a due ordini. L'intero complesso edilizio si configurava così come un enorme edificio di 267 interassi.

## Il ruolo degli ordini religiosi
Altri progettisti siciliani nella cui opera sono stati rintracciati elementi del primo barocco sono Natale Masuccio, Antonio Muttone e Tommaso Blandino, artisti fortemente influenzati dal manierismo romano. A tal proposito si deve mettere il luce come spesso a portare in Sicilia le novità dell'ambiente romano erano le varie congregazioni religiose che a partire da metà XVI secolo e per tutto il XVII costruirono collegi, conventi e chiese in moltissimi centri dell'isola. Gli architetti di tali costruzioni erano quasi sempre progettisti interni all'ordine, confratelli mandati ad istruirsi a Roma sull'architettura e in particolare sui modelli stilistici propri dell'ordine: la Chiesa del Gesù e il Collegio romano.
In particolare per i gesuiti occorre ricordare che le sedi di Messina e Palermo furono tra le prime in tutta Europa in cui l'ordine stabilì un proprio collegio, con annesse chiesa e "casa professa". Sedi gesuitiche furono costruite anche in tanti centri minori e appartennero all'Ordine progettisti come Alfio Vinci, Blandino, Masuccio e Angelo Italia, ai quali venne attribuita la carica di carica di "architectus provinciae" per soprintendere a tutta la Sicilia.
Molto attivi in tutto il Seicento e Settecento, nel campo dell'architettura con numerosi cantieri e progettisti, anche altri ordini come i crociferi (Giacomo Amato, Giuseppe Mariani, Paolo Amato), i teatini (Guarini), i minori osservanti (Michele La Ferla), i domenicani (Andrea Palma, Tommaso Maria Napoli, Andrea Cirrincione).

## Barocco maturo (seconda metà del XVII secolo)

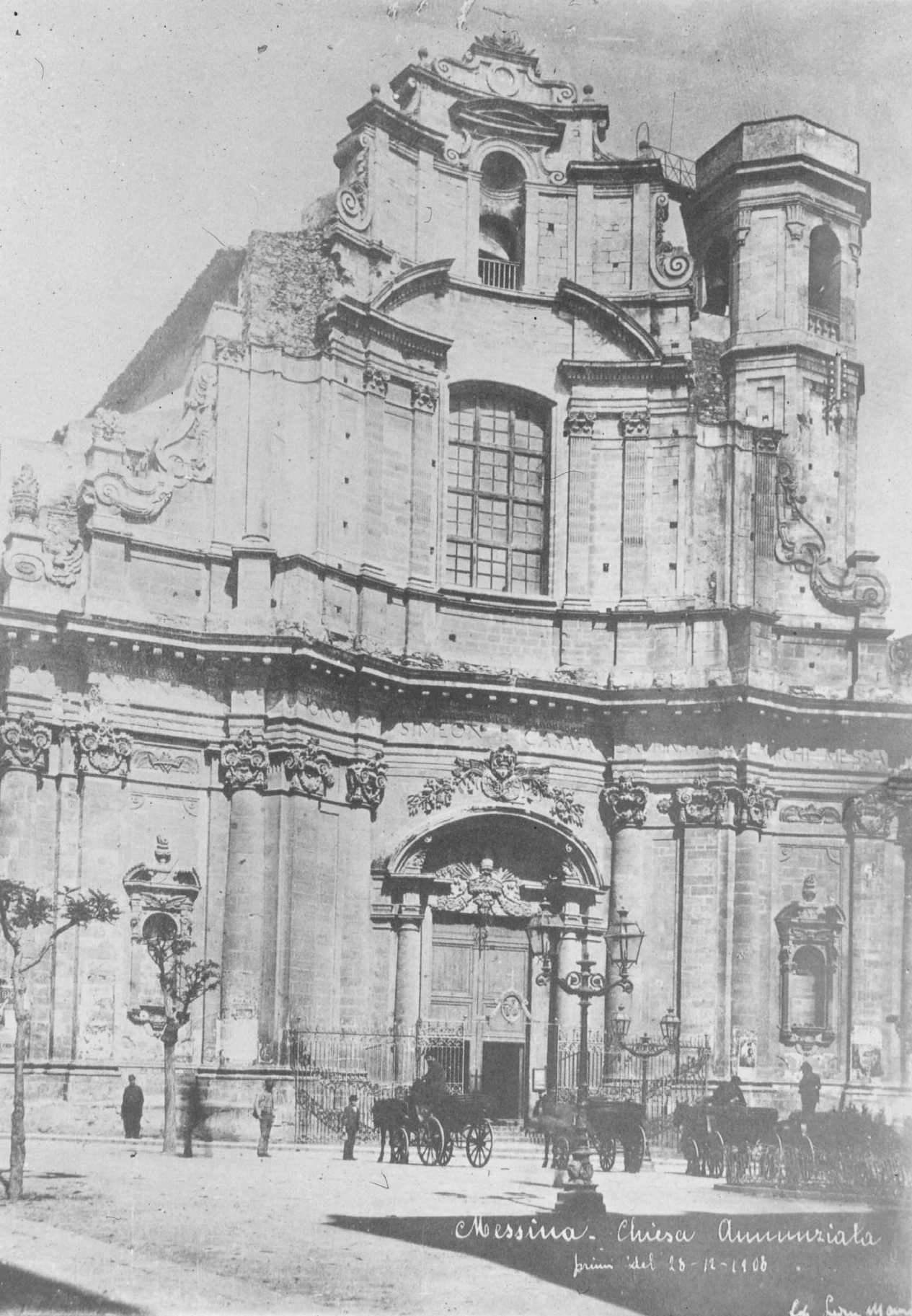
La facciata della scomparsa chiesa della Santissima Annunziata a Messina, opera fondativa del barocco siciliano. Costruita nel 1607, fu poi abbellita nel 1660 da Guarino Guarini

Con gli autori e le opere sopra ricordate, la storia dell'architettura barocca nell'isola inizia ben prima del terremoto del 1693, nonostante alcuni autori spostino a dopo il 1650 circa i primi esempi di barocco architettonico in Sicilia, peraltro generalmente giudicati scarsi e poco significativi. I motivi di tale svalutazione comprendono anche la distruzione di molte opere per via di terremoti, rifacimenti, cause belliche e la contemporanea perdita di molte fonti documentarie, che rendono difficile comprendere appieno e valutare accuratamente l'architettura del XVII secolo sull'isola.
Nonostante tali giudizi sono molte le architetture del periodo riferibili all'architettura romana a esse contemporanee e perfettamente aggiornate al panorama architettonico della penisola. Le più importanti esperienze sono descritte nel seguito.
Nella seconda parte del XVII secolo comincia inoltre l'attività del più importante degli scultori barocchi siciliani, Giacomo Serpotta, che con la sua scuola, decora a stucco gli interni di molte delle chiese del periodo.

### Guarini

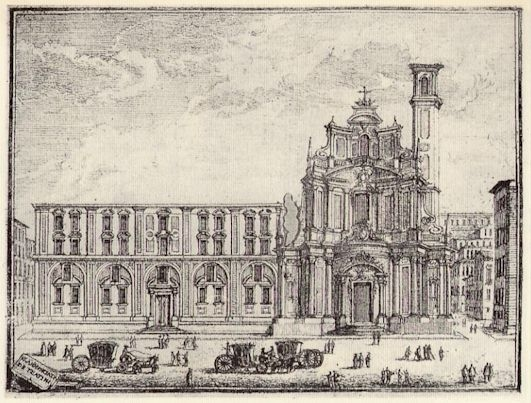
Chiesa della Santissima Annunziata a Messina, in una incisione settecentesca

Guarino Guarini fu l'eccezionale presenza esterna che dette una duratura impronta all'architettura siciliana introducendo elementi che saranno ripresi in seguito. Visse a Messina per un periodo non totalmente documentato e comunque almeno dal 1660 al 1662 e vi progettò la chiesa della Santissima Annunziata, il Collegio dei Teatini, costruito però successivamente, e la chiesa di San Filippo Neri. Tutte le costruzioni sono andate distrutte durante il terremoto del 1908.
Con questi edifici Guarini introdusse, di fatto, il barocco in Sicilia tra molte perplessità dei contemporanei. In particolare ebbe una forte influenza sull'architettura successiva la facciata della chiesa della Santissima Annunziata a sviluppo verticale con vari ordini sovrapposti, sagoma piramidale e superficie mossa che farà da modello a molte chiese siciliane della Val di Noto. Altri elementi importanti furono la cupola che anticipava quelle poi realizzate a Torino, il campanile posto in facciata e gli spazi interni caratterizzati da stucchi bianchi: altra caratteristica che in seguito ebbe un notevole sviluppo con la scuola dei Serpotta. In particolare la facciata è considerata il prototipo della struttura a piramide su tre ordini che caratterizza molte chiese del tardo barocco in Sicilia, e in particolare i progetti di Rosario Gagliardi.
Sempre per Messina progettò la chiesa dei padri Somaschi, a pianta esagonale, rimasta a livello progettuale e nota grazie alle incisioni del suo trattato Architettura civile. Il progetto sembra anticipare le grandi cupole nervate poi realizzate da Guarini a Torino, anche se la datazione del progetto al 1660-1662 non sembra certa e potrebbe essere da posticipare.

### Angelo Italia

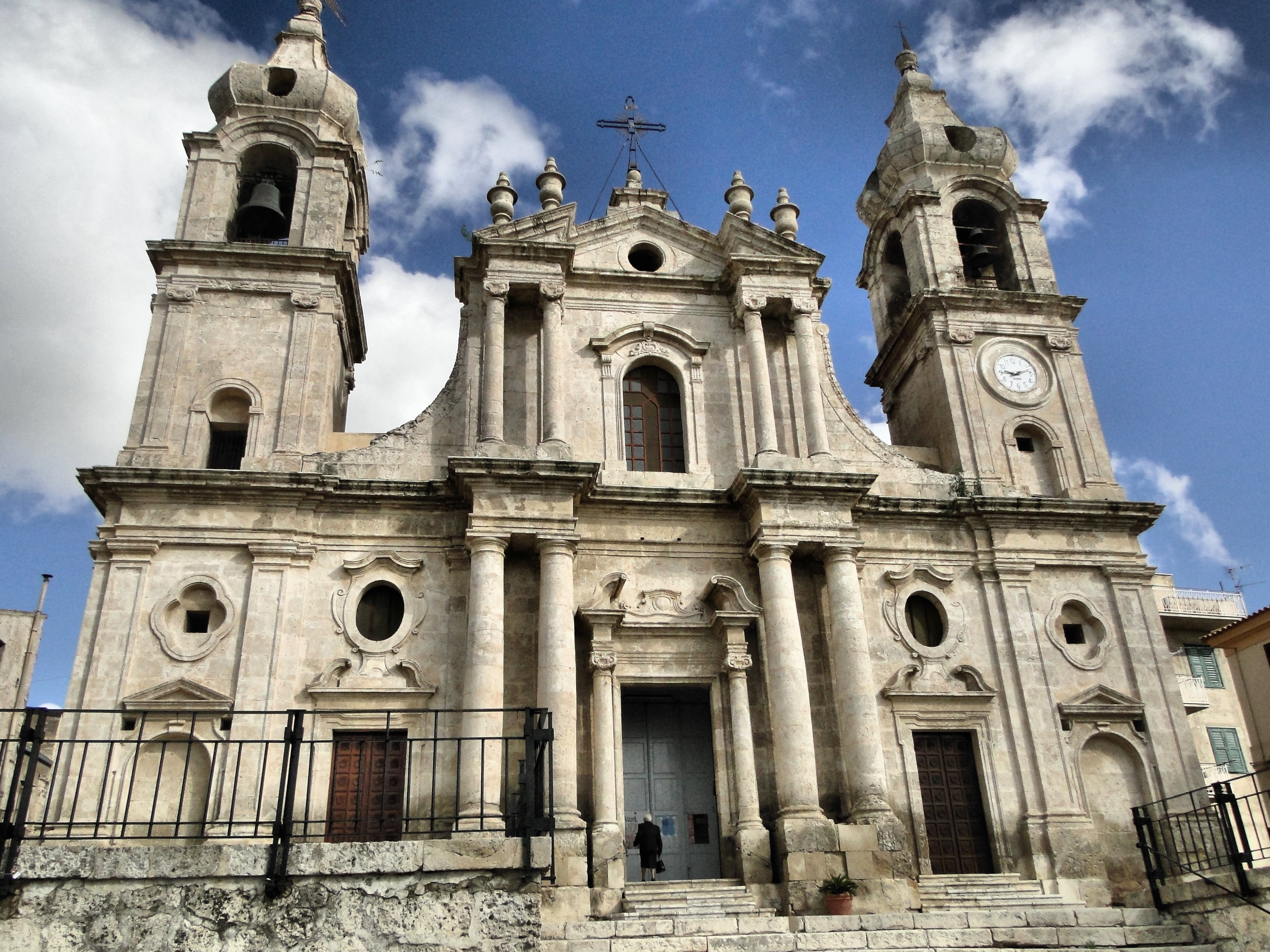
Chiesa di Maria Santissima del Rosario, chiesa madre Palma di Montechiaro

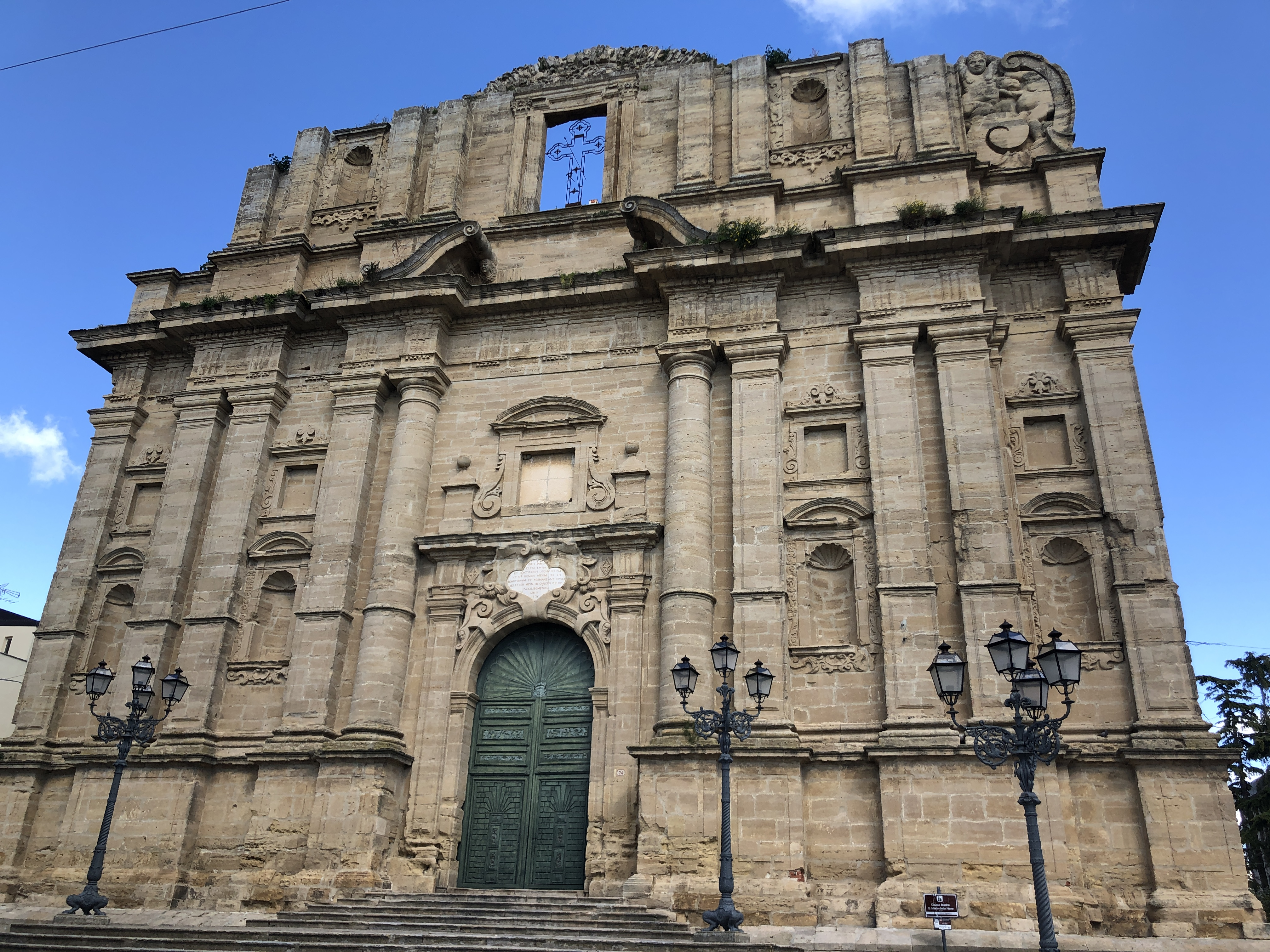
Santa Maria della neve a Mazzarino

Tra gli architetti che conobbero l'opera di Guarini a Messina, ci fu il frate gesuita Angelo Italia, uno dei protagonisti della stagione barocca in Sicilia nel trentennio che precedette il fervore costruttivo della ricostruzione dopo il terremoto del Val di Noto, nella quale comunque Angelo Italia, ormai anziano, ebbe un ruolo di gran rilievo nella riprogettazione architettonica e urbanistica dei centri distrutti, intervenendo a vario titolo in un gran numero di cantieri.
Nel 1685 ebbe modo, da novizio gesuita, di vedere a Messina le opere di Guarino Guarini che lo influenzeranno, anche se l'opera matura di Angelo Italia risente anche del repertorio stilistico di Borromini, Rainaldi, Dalla Porta, tanto da far pensare a un suo probabile soggiorno a Roma.
Nonostante sia stato per lungo tempo al servizio della sede gesuitica di Palermo, occupandosi della Casa Professa e dei vari altri cantieri dell'ordine in città, ebbe modo comunque di spostarsi continuamente in diversi centri della Sicilia, per progettazioni e consulenze richieste dalle varie sedi gesuitiche dell'isola e anche da alcuni committenti dell'alta nobiltà.
Nell'opera del frate architetto possiamo trovare molti degli elementi del barocco romano come la ricerca spaziale basata su spazi centralizzati e sulla compenetrazione di spazi geometrici (come nella chiesa palermitana di San Francesco Saverio che presenta un impianto centrico di forma ottagonale su cui s'innestano quattro cappelle dalla particolare e insolita forme esagonale. 
Altrettanto legata alle esperienze barocche più aggiornate era la ricerca linguistica per le facciate articolate, complesse nella loro geometria e nelle membrature, come le colonne libere della facciata delle chiesa madre di Palma di Montechiaro; un'architettura originale e ormai priva di qualunque libera caratteristica provinciale. 
Tra le sue opere più importanti vi è anche il Duomo di Santa Maria della Neve (1685-1693) a Mazzarino, commissionato da Carlo Carafa Branciforte principe di Butera, fu progettata con un'unica grande navata coperta a botte e cappelle laterali, sul modello gesuitico della chiesa del Gesù a Roma. Rimase incompiuta per problemi di costi e forse per difficoltà tecniche relative alla copertura e fu completata nell'Ottocento a tre navate, con una minor altezza. Rimane come testimonianza del progetto originale la slanciata facciata, anch'essa però incompleta.

### Altri progettisti attivi nel XVII secolo

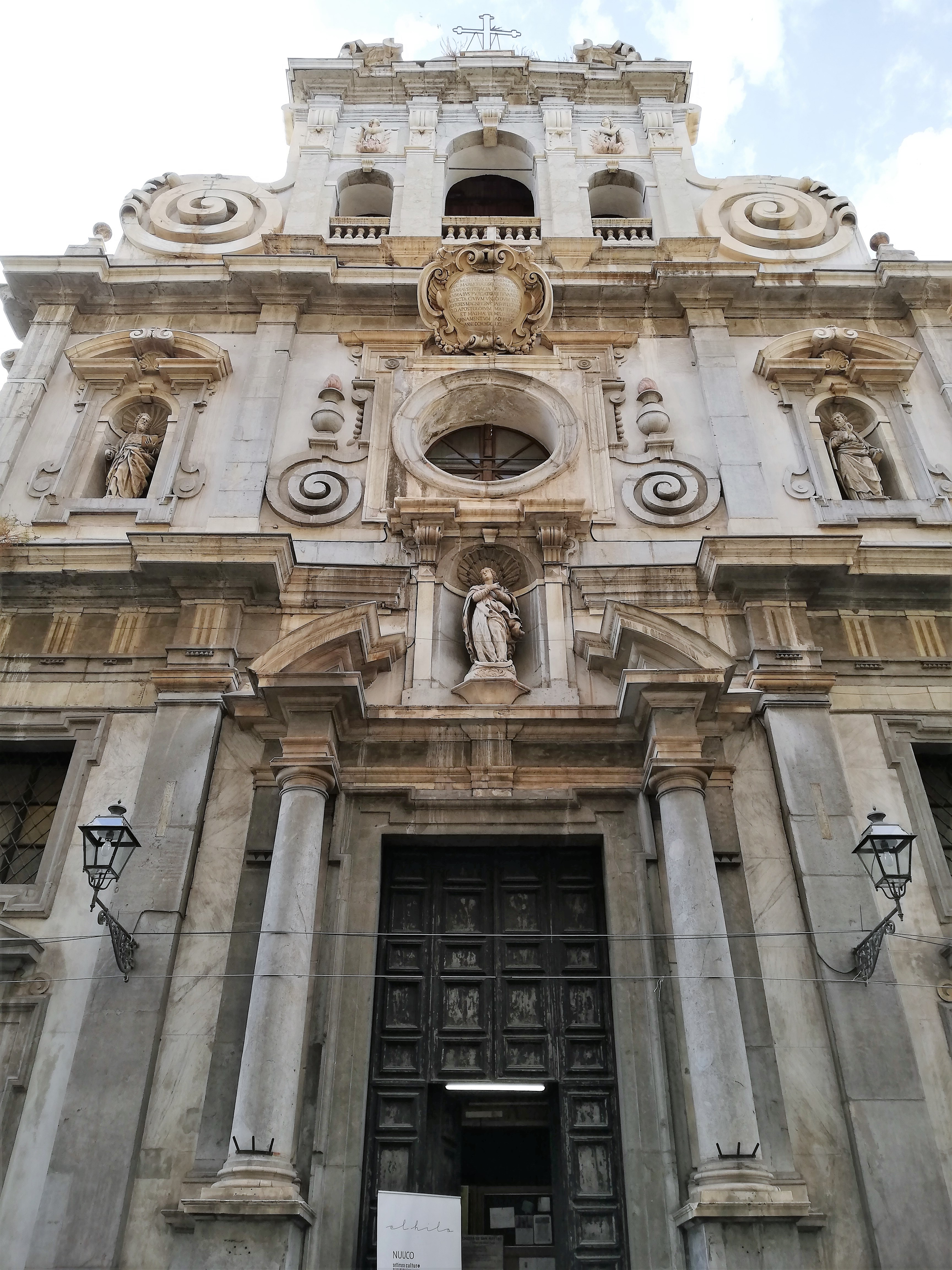
Chiesa di San Matteo al Cassaro, Palermo
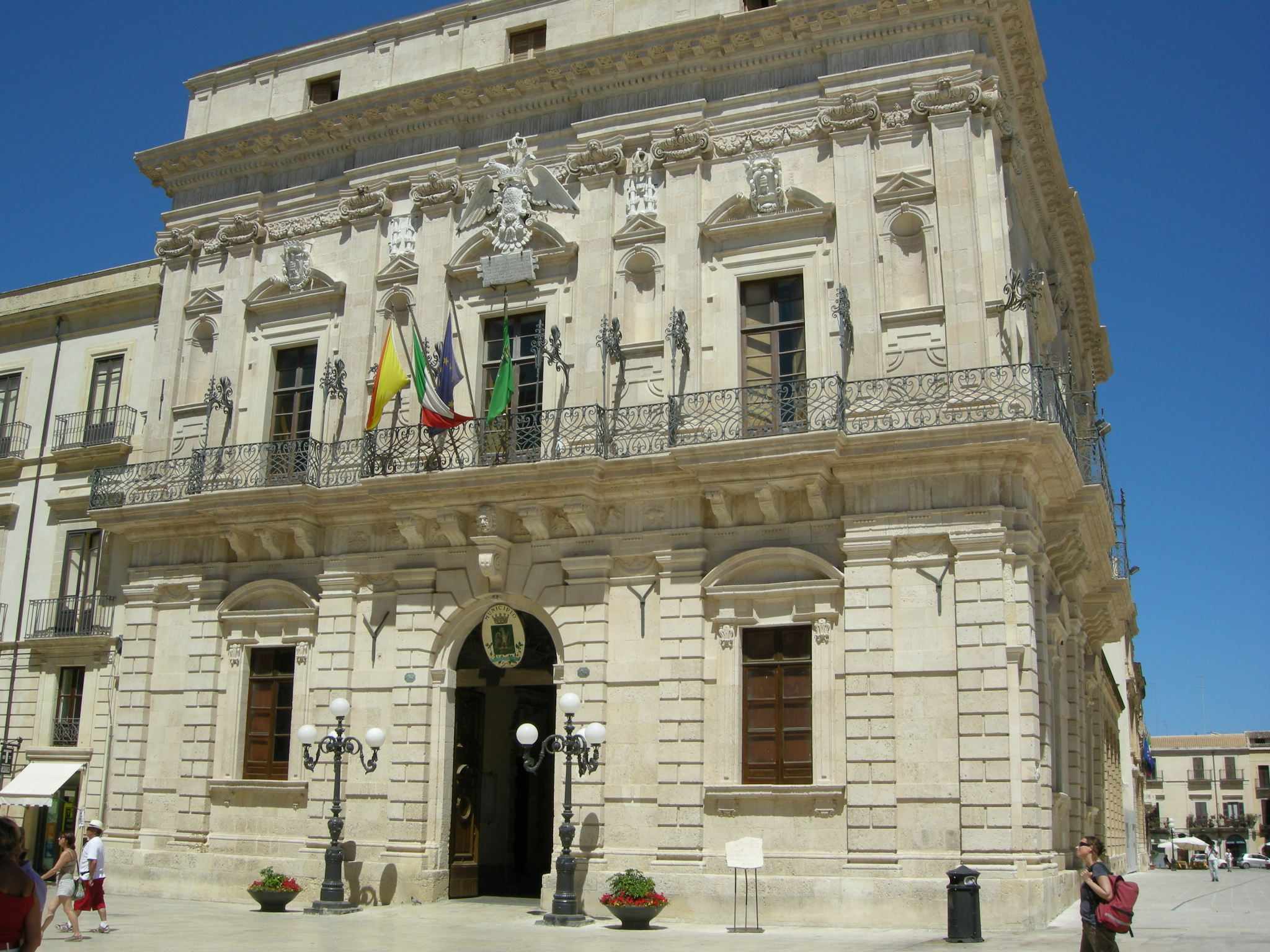
Palazzo Senatorio a Siracusa
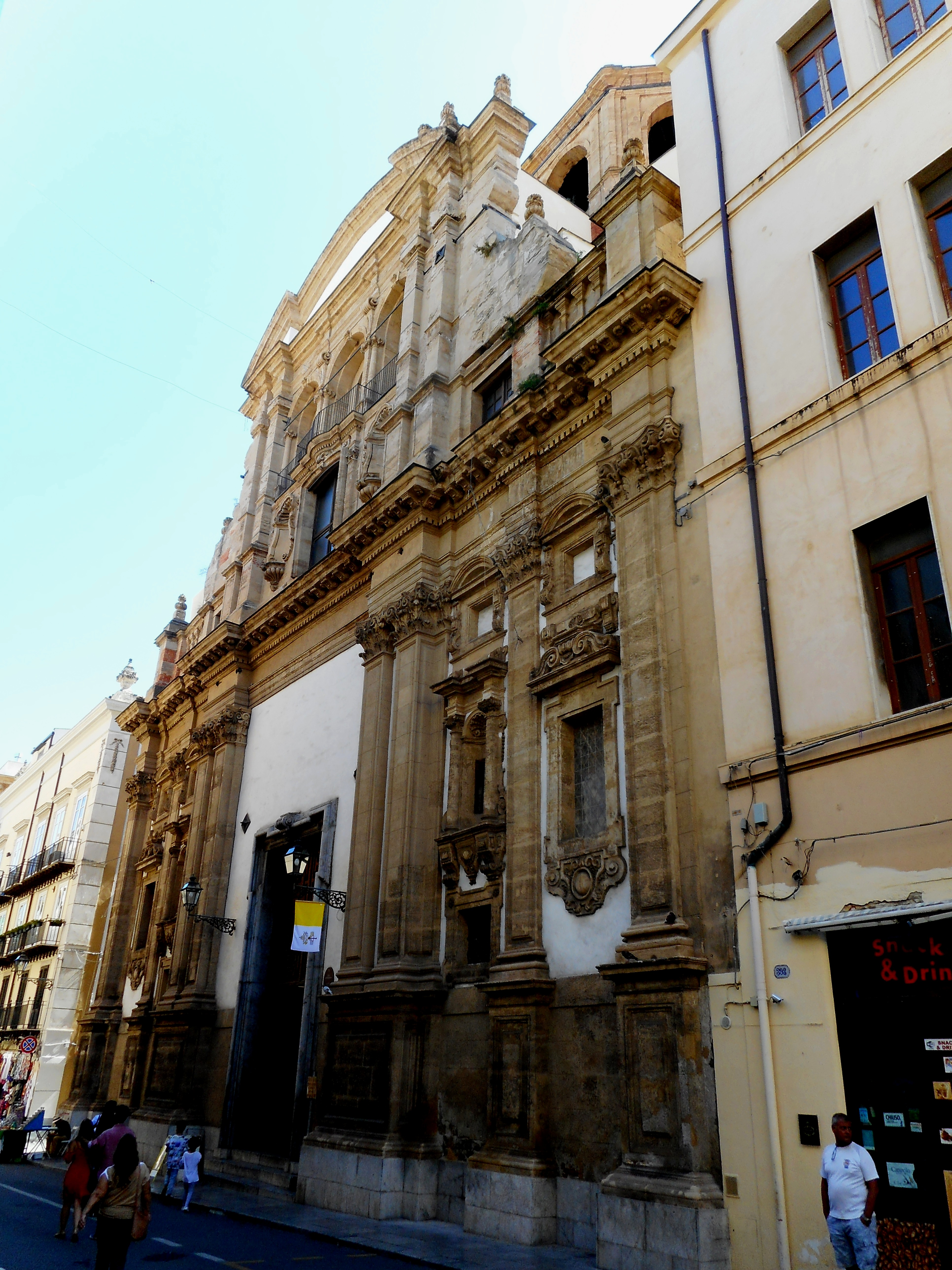
Chiesa del Santissimo Salvatore, Palermo
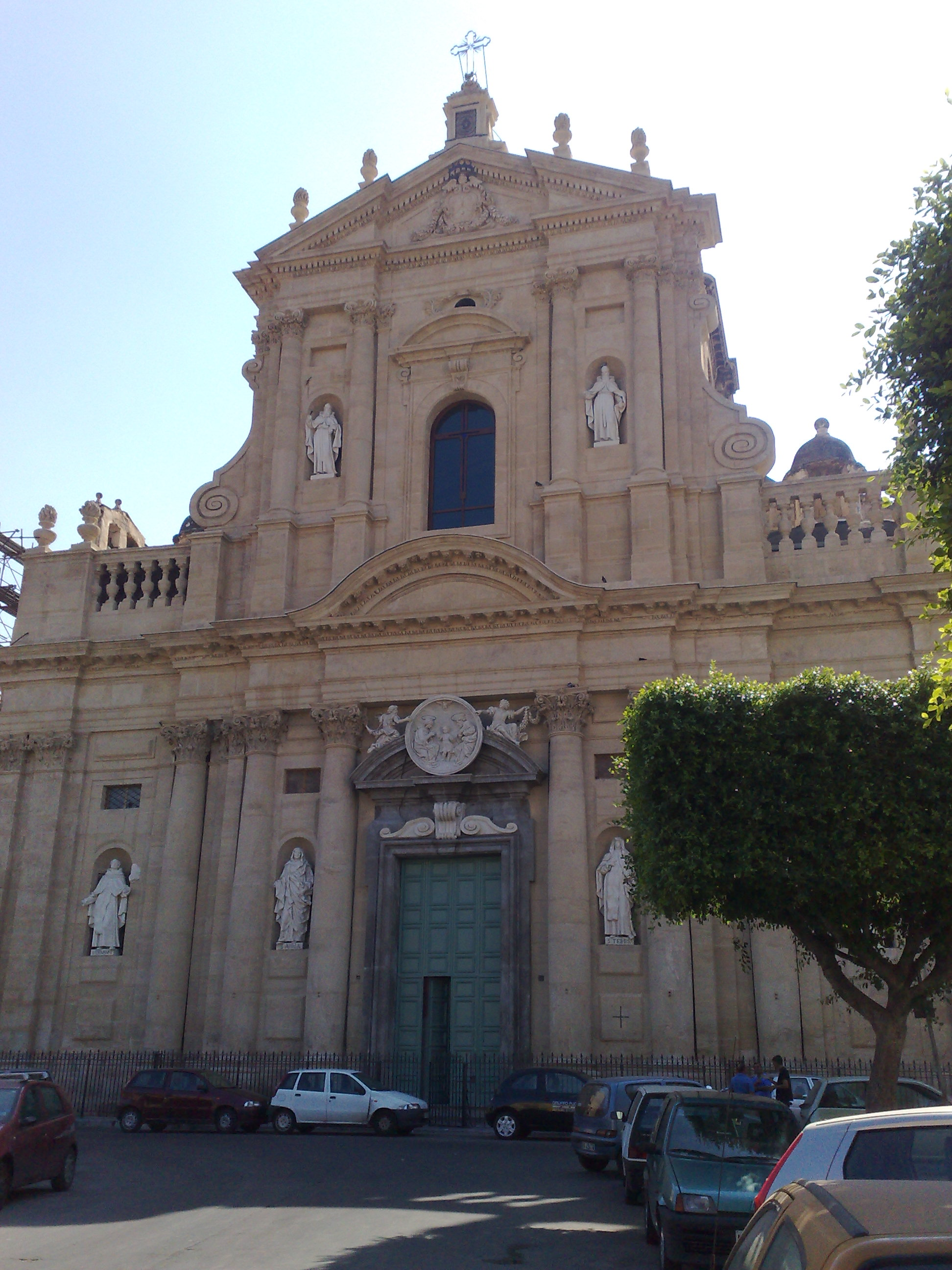
Chiesa di Santa Teresa alla Kalsa, Palermo

### Terremoto e mecenatismo

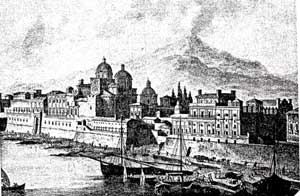
Catania e il Palazzo Biscari, iniziato nel 1702

### Nuove città

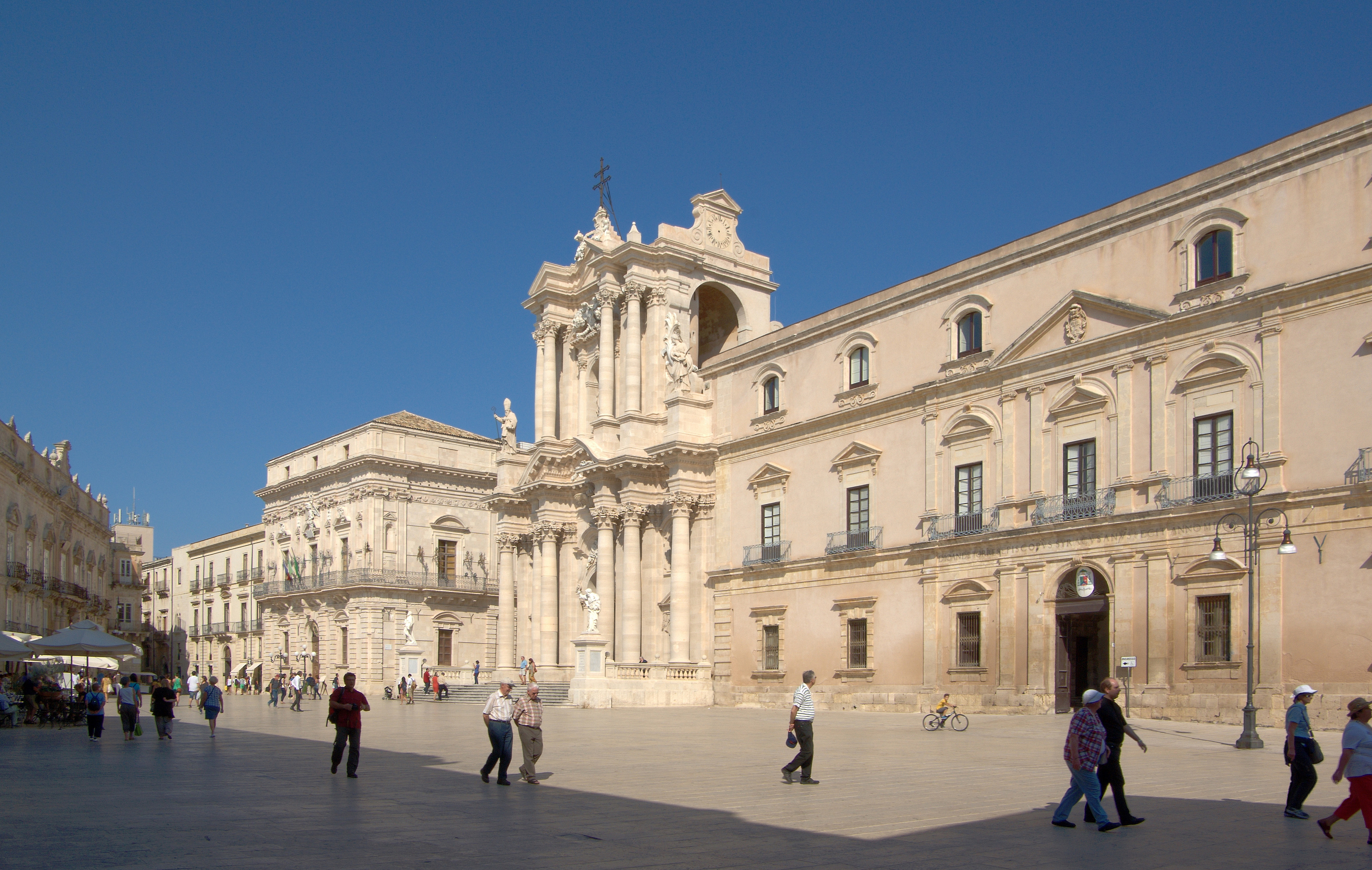
Piazza del Duomo, Siracusa. La Cattedrale dotata di pilastri di Andrea Palma fiancheggiata da palazzi barocchi e dal vescovado.

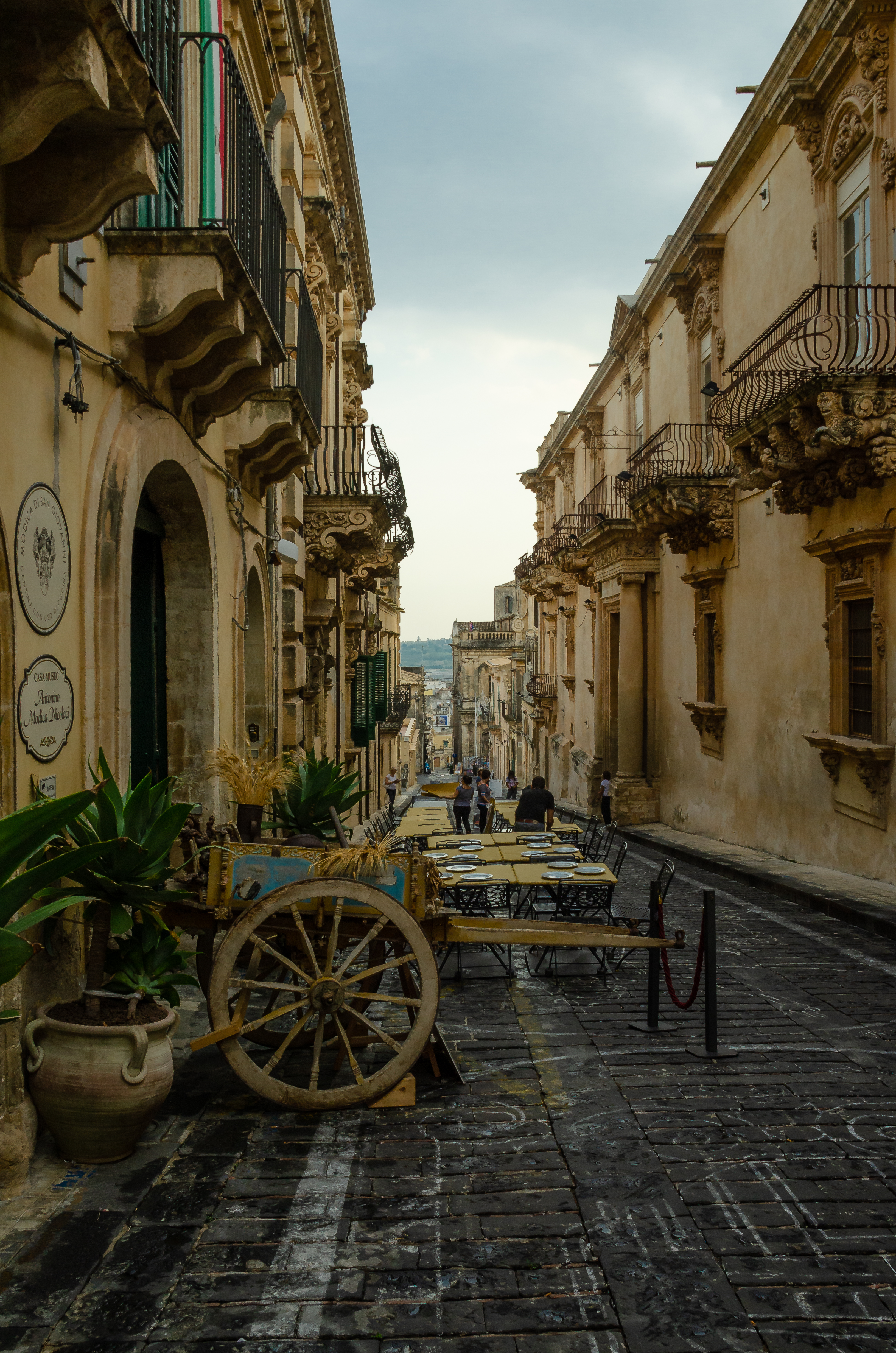
Via Corrado Nicolaci con Palazzo Nicolacci, Noto

### Nuove chiese e palazzi

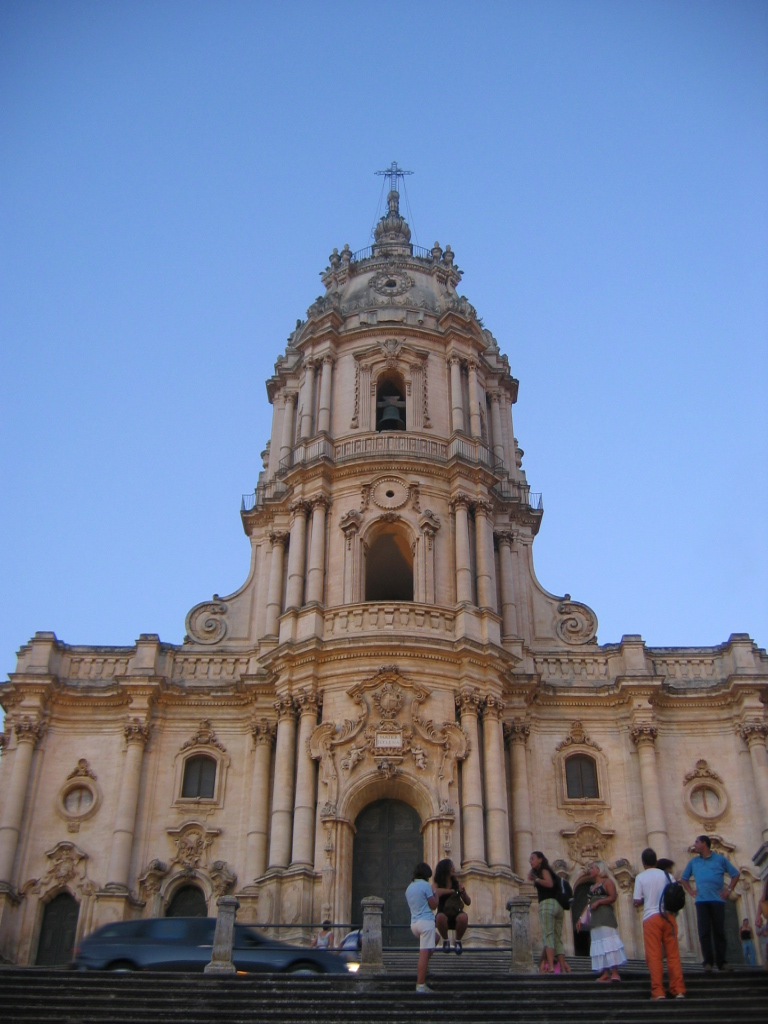
La Chiesa Madre di San Giorgio a Modica

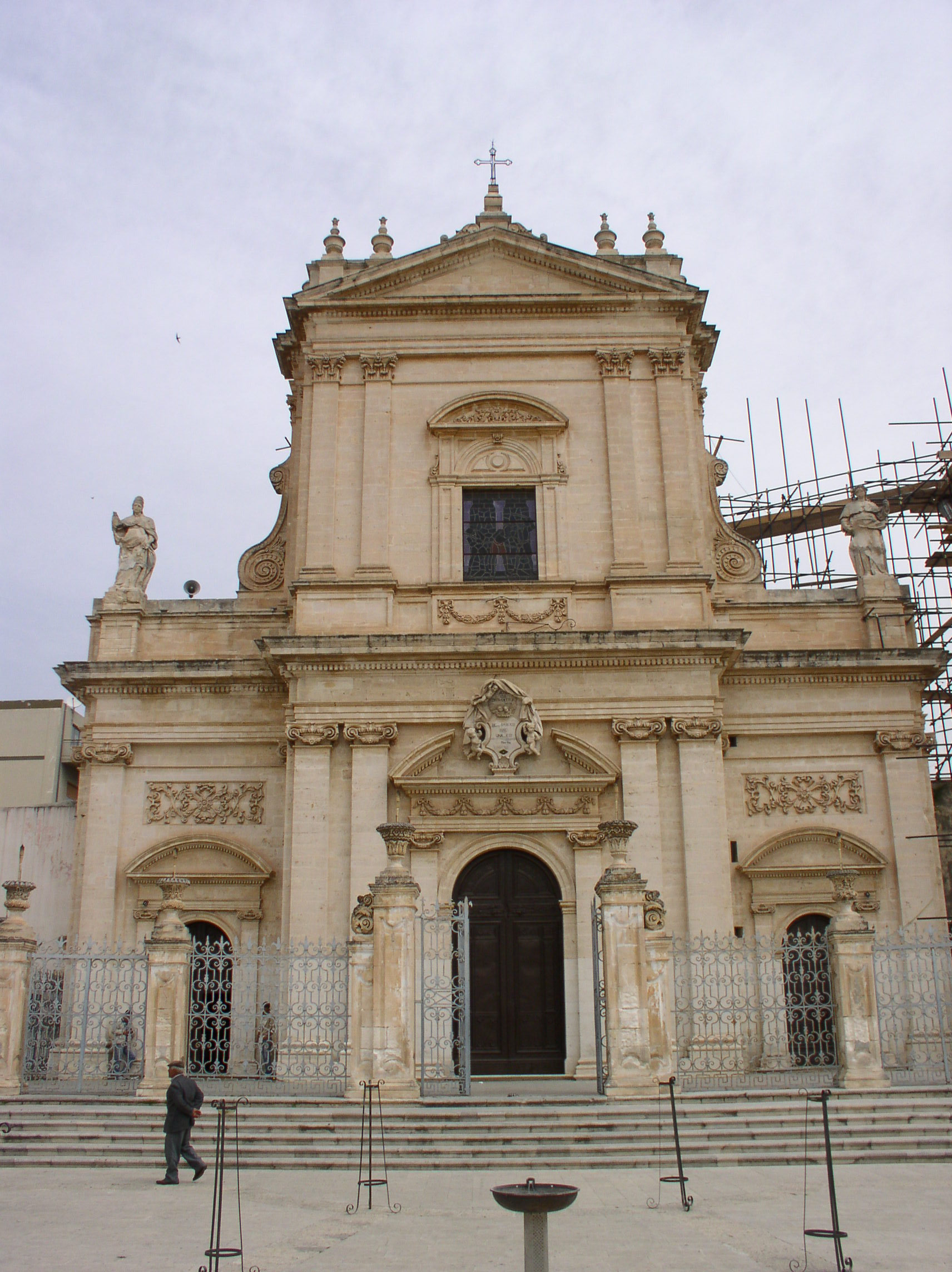
La Basilica di Santa Maria Maggiore a Ispica

### Il tardo barocco siciliano

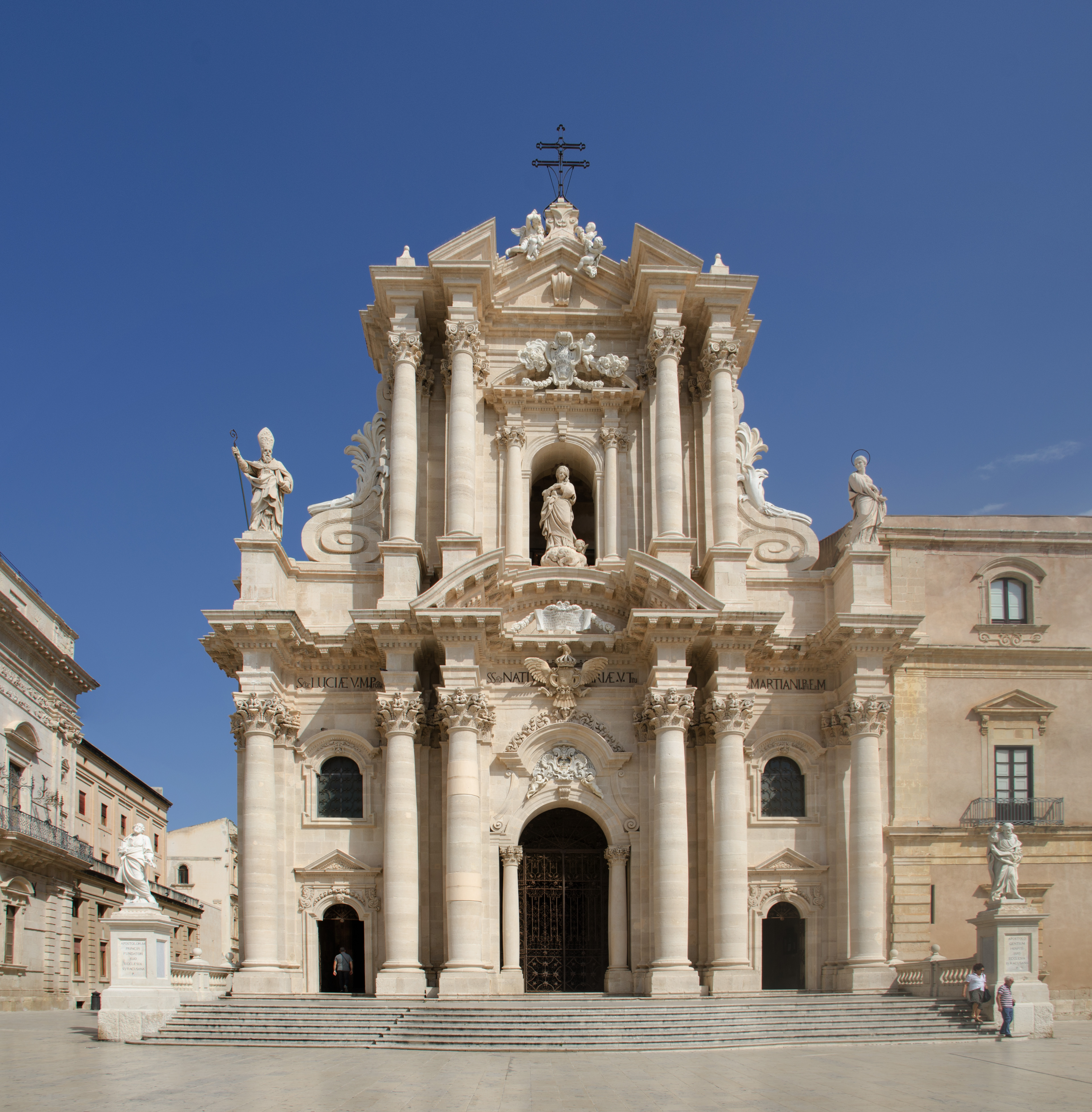
Duomo di Siracusa: Facciata della Cattedrale di Andrea Palma (iniziata nel 1728). Basata sulla formula dell'arco trionfale romano, le masse interrotte da una facciata colonnata creano un effetto teatrale.

#### Ragusa

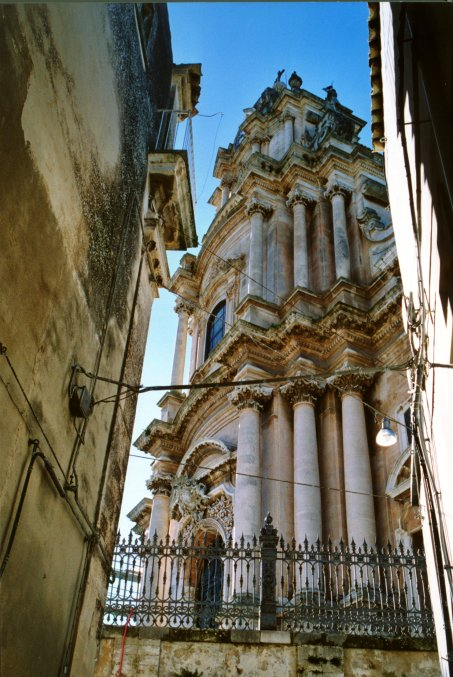
La Chiesa di San Giorgio di Rosario Gagliardi, Ragusa.

#### Catania

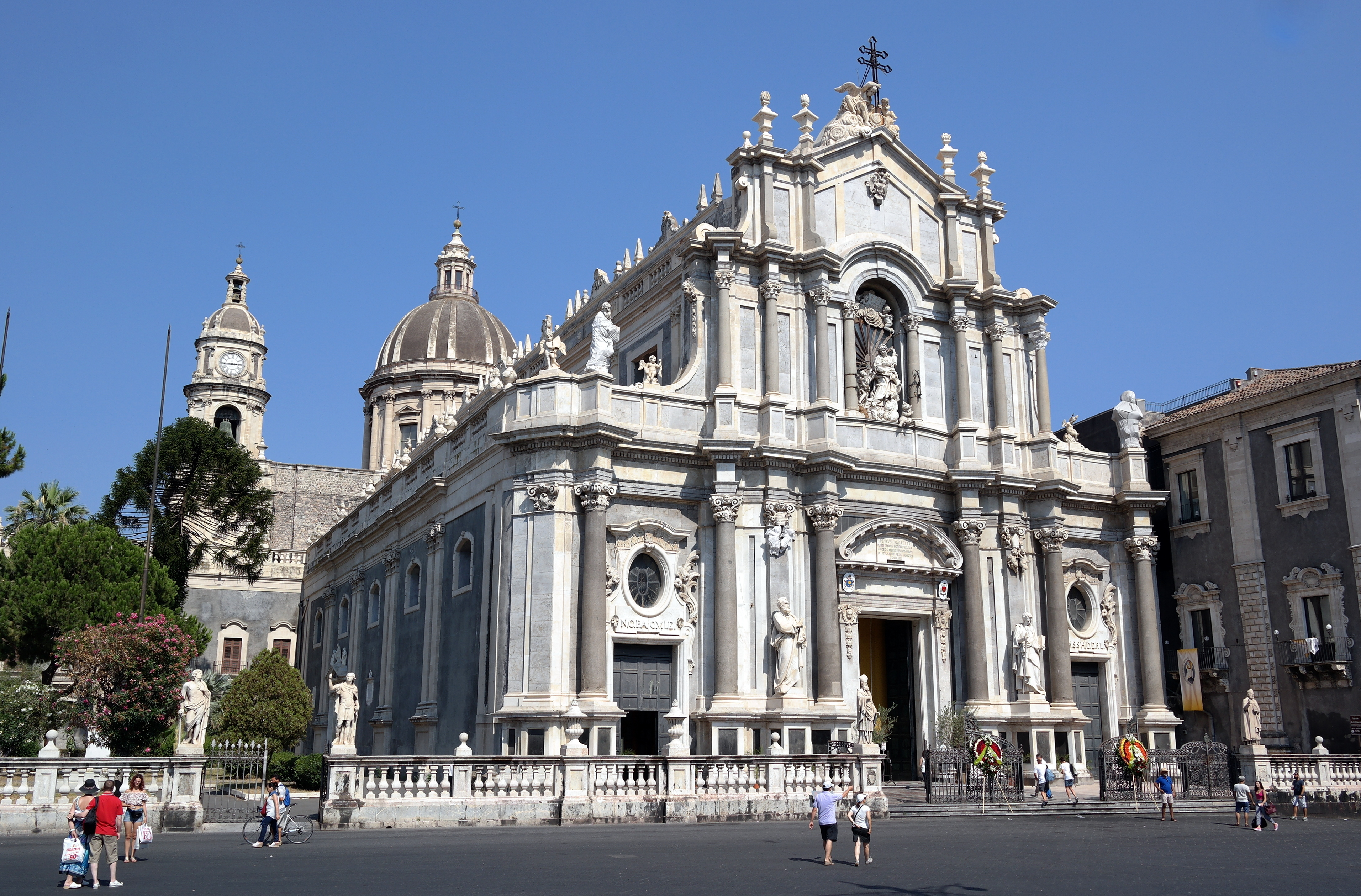
Duomo di Catania. La facciata principale di Giovanni Battista Vaccarini datata 1736, mostra influenze architettoniche spagnole.

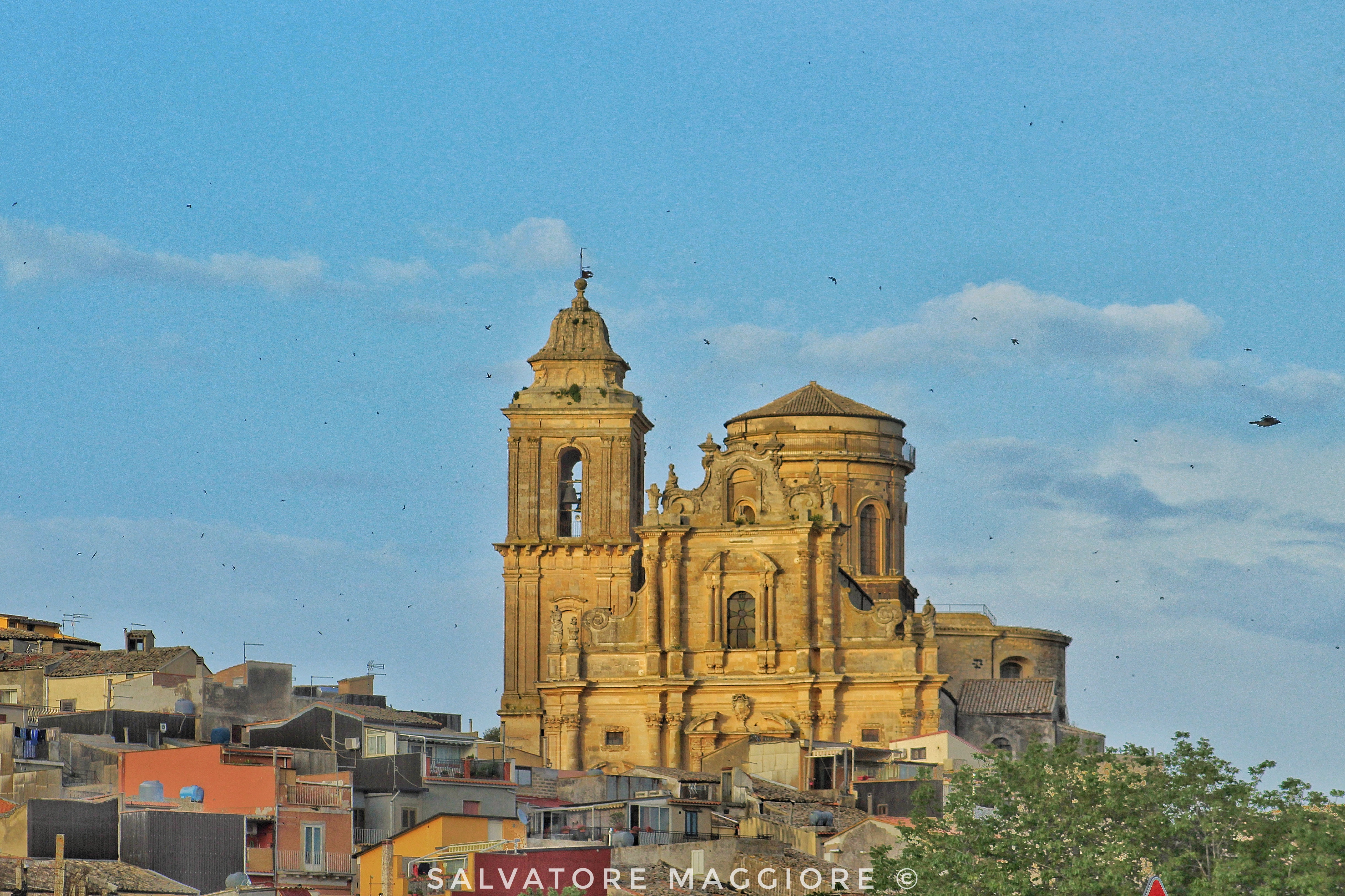
Basilica di San Giovanni Battista - Vizzini

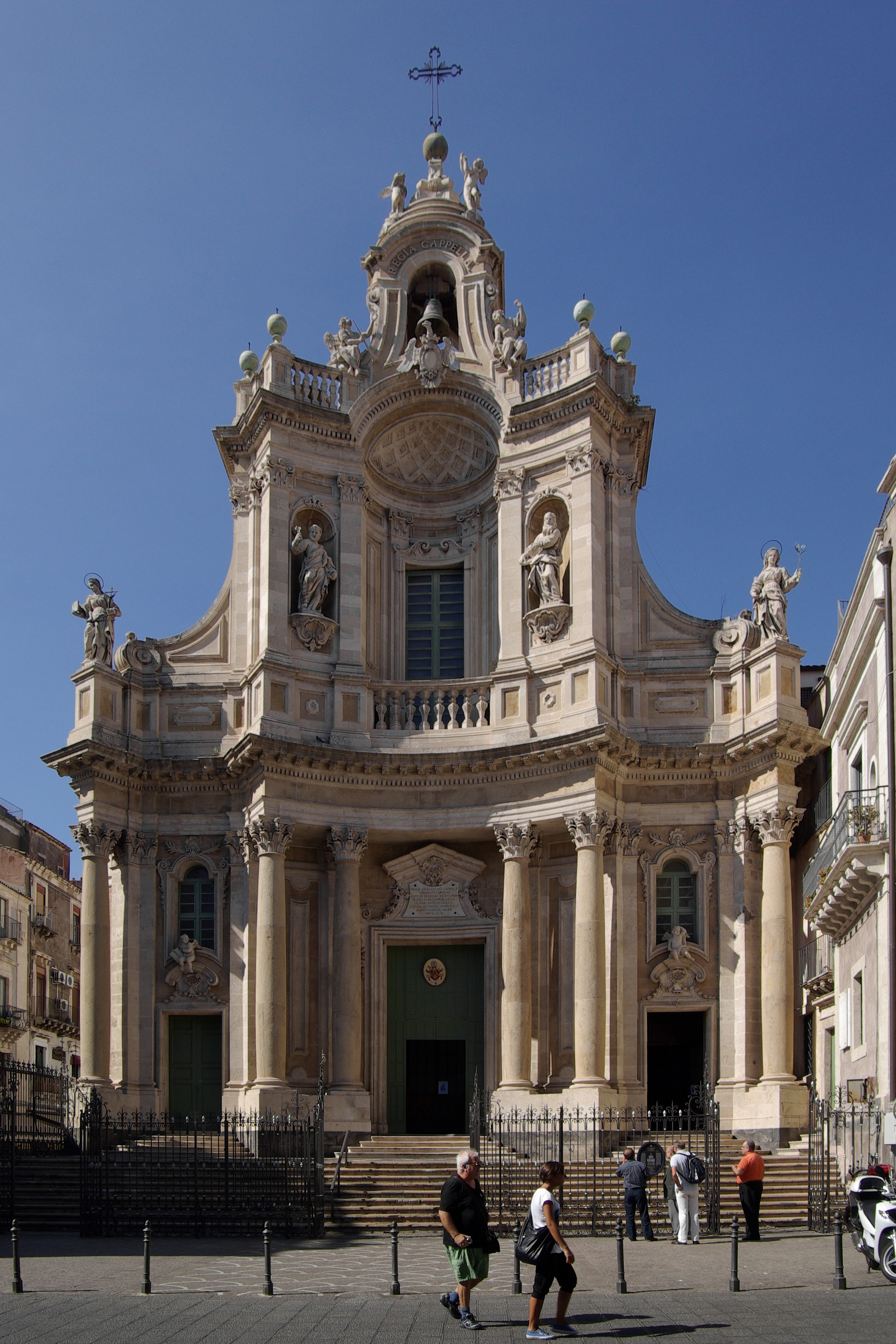
Facciata della basilica della Collegiata a Catania progettata da Stefano Ittar (1768 circa)

### Caratteri del tardo barocco siciliano

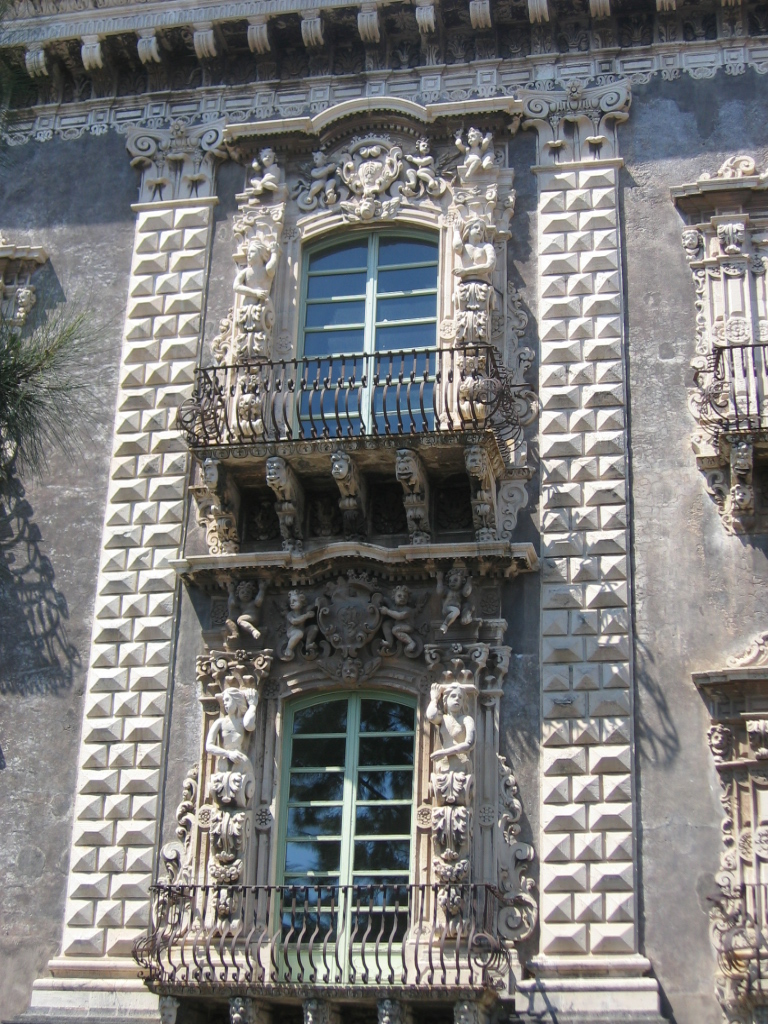
Monastero di San Nicolò l'Arena (Catania), oggi sede della Facoltà di Lettere dell'Università degli Studi di Catania, esempio tipico di Barocco Siciliano, con putti a supporto della balconata, balaustre ricurve in ferro battuto, bugnato decorato, e opere murarie bicrome con pietra lavica.

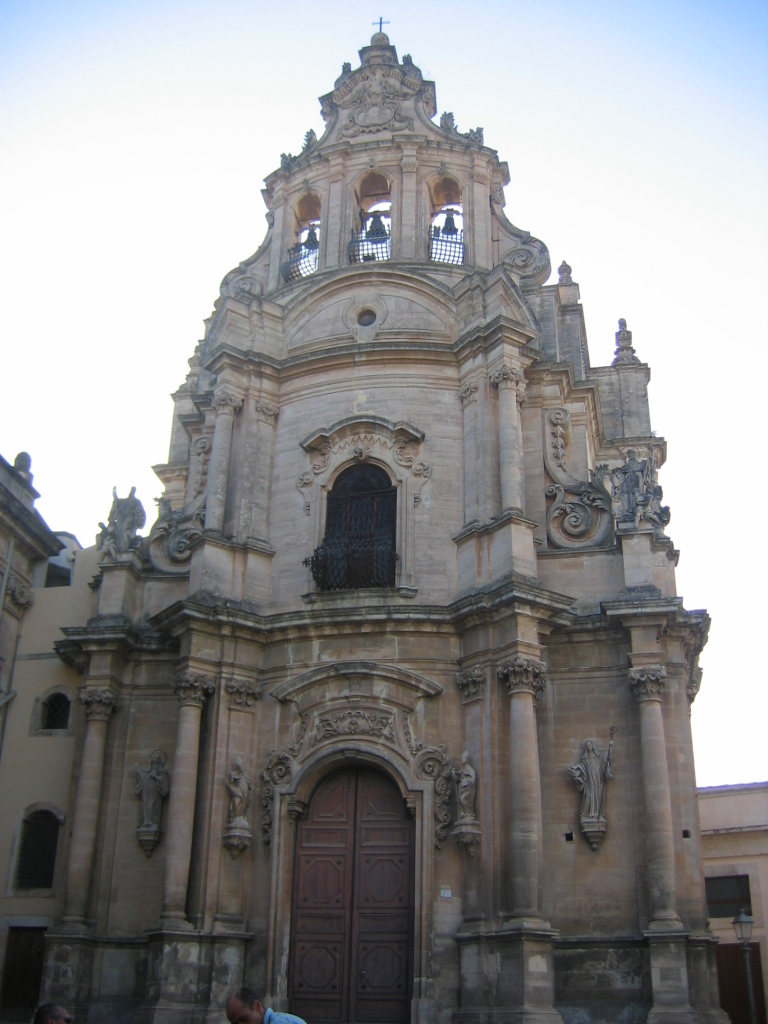
Campanile che corona la chiesa di San Giuseppe attribuita a Rosario Gagliardi o a frà Alberto Maria di San Giovanni Battista a Ragusa Ibla.

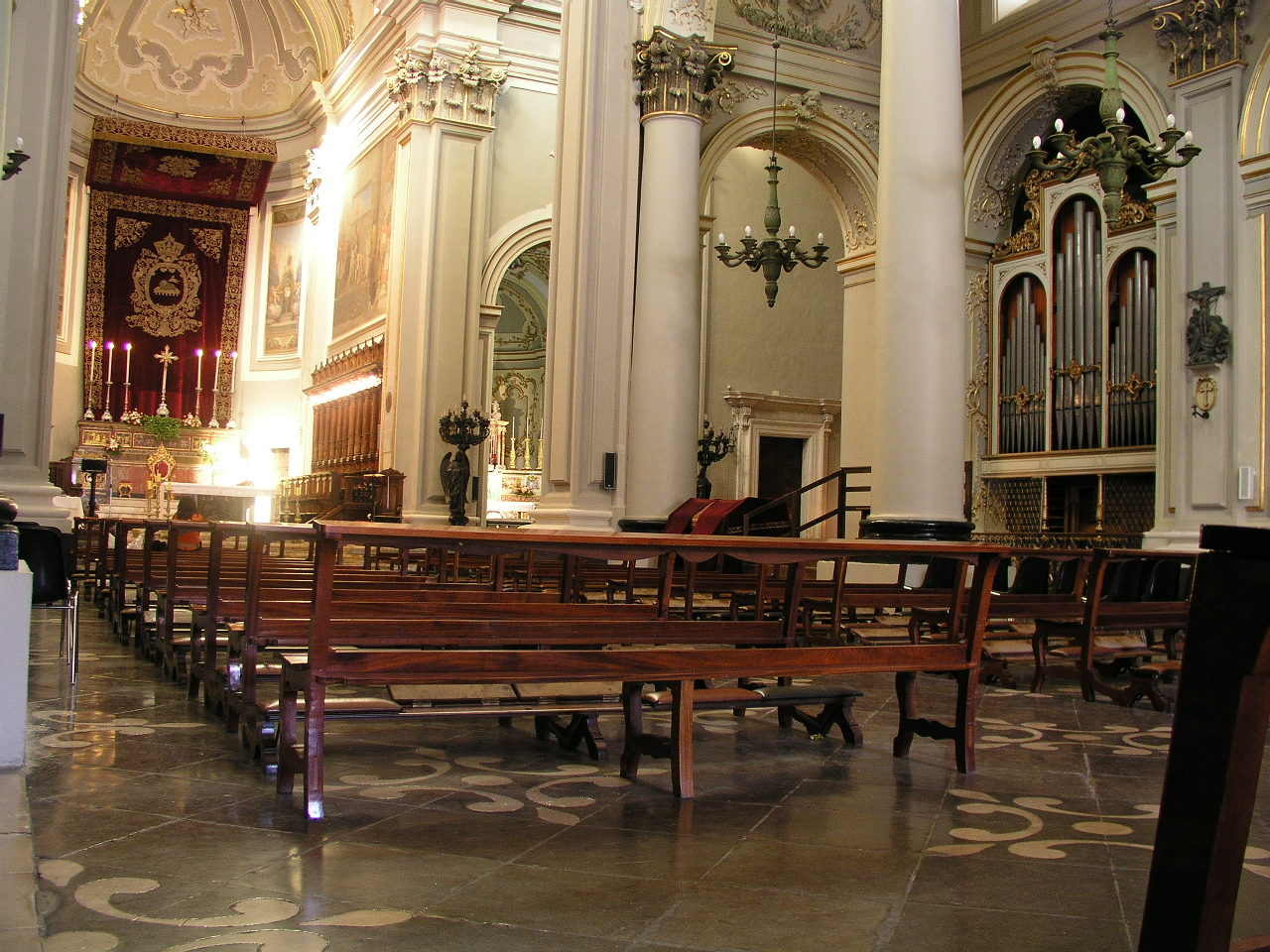
La cattedrale di San Giovanni Battista, Ragusa, 1694–1735.